# Aglaia speciosa
Aglaia speciosa là một loài thực vật thuộc họ Meliaceae. Loài này có ở Indonesia và Malaysia.
Danh lục các loài thực vật Việt Nam cho rằng Aglaia speciosa là tên khác của Aglaia argentea (Gội bạc).